# Megalastrum microsorum
Megalastrum microsorum là một loài thực vật có mạch trong họ Dryopteridaceae. Loài này được (Kuntze) Stolze miêu tả khoa học đầu tiên năm 1991.